# Juan de Sanabria
Juan de Sanabria y Alonso de Hinojosa (Medellín, c. 1504
-Sevilla, 1549) fue un militar y funcionario español designado adelantado del Río de la Plata en 1547. Murió en Sevilla antes de asumir el cargo en América. 

## Biografía

### Origen y familia
Nació hacia 1504 en Medellín, en la actual provincia de Badajoz, aunque algunas fuentes señalan Trujillo como lugar de nacimiento. Fue hijo de Diego Rodríguez de Sanabria y de María Alonso de Hinojosa, pertenecientes a familias de la nobleza castellana, vinculadas a linajes como los Hinojosa, Altamirano, Álvarez de Toledo, Almaraz, Monroy, Cortés y Pizarro. A través de estas conexiones familiares, estaba emparentado con figuras como Hernán Cortés y Francisco Pizarro.

### Nombramiento como adelantado
En 1547, fue nombrado adelantado del Río de la Plata por la Corona española, con el objetivo de reemplazar a Álvar Núñez Cabeza de Vaca. El nombramiento incluía, además del título de adelantado, los cargos de gobernador, capitán general, alguacil mayor y teniente general. Las capitulaciones establecían la fundación de fortalezas en el estuario del Río de la Plata y en zonas limítrofes con territorios bajo influencia portuguesa, así como el traslado de población europea para asegurar el control de la región.
Como parte de este plan, se organizó una expedición que incluía mujeres españolas solteras, destinadas a contraer matrimonio con colonos en América. Esta iniciativa buscaba frenar el mestizaje y afianzar la presencia española en el territorio. Juan de Sanabria vendió gran parte de sus bienes para financiar la expedición. Sin embargo, falleció en Sevilla en 1549, antes de que pudiera zarpar hacia América.

## Matrimonio y descendencia
Contrajo matrimonio en segundas nupcias con Mencía Calderón, con quien tuvo tres hijas: María, Mencía y Francisca de Sanabria. De un matrimonio anterior fue padre de Diego de Sanabria.
María de Sanabria se casó en primeras nupcias con Hernando de Trejo, con quien tuvo a Hernando de Trejo y Sanabria, quien llegó a ser obispo y estuvo vinculado a la fundación de la Universidad Nacional de Córdoba. Tras enviudar, se casó con Martín Suárez de Toledo, con quien tuvo varios hijos, entre ellos Hernando Arias de Saavedra. Su hermana Mencía de Sanabria se casó con Cristóbal de Saavedra, hermano de Martín Suárez de Toledo. Francisca de Sanabria, según distintas versiones, habría fallecido durante la travesía hacia América o se habría casado con Pedro de Ovelar, miembro de la expedición de Álvar Núñez Cabeza de Vaca.